# Kwai Tsing District
Der Kwai Tsing District (chinesisch 葵青區 / 葵青区, Pinyin Kuíqīng Qū, Jyutping Kwai4cing1 Keoi1) ist ein Verwaltungsgebiet in den New Territories von Hongkong. Der Distrikt teilt sich in die Insel Tsing Yi und den Festlandteil Kwai Chung. Auf einer Fläche von etwas weniger als 20 km² (1.983 Hektar) leben mehr als 500.000 Einwohner. Es gibt von den Einwohnern des Distrikts 2021 insgesamt 325.029 amtlich registrierten Wähler für den Bezirksrat (englisch district council).